# Revolutionens børn
|  | Denne artikel er oprettet af botten PalnaBot ud fra en ekstern database. Den kan derfor have sproglige fejl eller mangler. Denne skabelon kan fjernes efter kontrol af indholdet. |

Revolutionens børn er en dokumentarfilm fra 1981 instrueret af Helle Toft Jensen, Michael Mogensen, Henrik Jørgensen, Ulla Boje Rasmussen efter manuskript af Helle Toft Jensen, Michael Mogensen, Henrik Jørgensen, Ulla Boje Rasmussen.

## Handling
I 1979 væltede et folkeligt oprør det amerikansk støttede diktatur (under ledelse af Samoza) i Nicaragua. Filmen er optaget året efter med det formål at vise unges situation i et 3. verdens land, hvor der er sket en radikal samfundsomvæltning. 75% af befolkningen er under 25 år. Ungdommen betalte kampens pris, 40.000 blev dræbt, og de unge har nu en meget vigtig rolle i opbygningen af et nyt samfund. I filmen kommer de unge selv til orde. Den følger tre piger og en dreng i alderen 12 til 19 år. De fortæller deres lands historie, om deres oplevelser under oprøret og om deres fremtidsønsker. Filmen følger blandt andet deres aktive deltagelse i en stor alfabetiseringskampagne. 70.000 unge tog ud i landet i 5 måneder for at lære befolkningen at læse og skrive. En befolkning, som diktaturet i 45 år havde fastholdt i en umenneskelig tilværelse.